# Peter Gölz
Peter Gölz (o Peter Goelz) (n. 1935 ) es un botánico suizo, que entre otros trabajos, ha participado en la flora de Lesbos.

## Algunas publicaciones
- Reinhard, h.r.; p. Goelz, r. Peter, h. Wildermuth. 1991. Die Orchideen der Schweiz und angrenzender Gebiete (Las orquídeas de Suiza y áreas adyacentes). 358 pp. 700 fotos color

- Goelz, p.; h.r. Reinhard. 1991. Beitrag zur Kenntnis der Orchideenflora Sardiniens: 2° parte. Vol. 3 de AHO-Mitteilungsblatt Baden-Württemberg. Ed. Arbeitskreis Heimische Orchideen Baden-Württemberg

- -------------, -------------------- (ed.) 1984. Die Orchideenflora Albaniens. AHO Mitteilungsblatt. Las contribuciones a la preservación y el estudio de las orquídeas nativas (Beitraege zur Erhaltung und Erforschung heimischer Orchideen). Vol. 16/2. 1984: Baden-Wurtt. pp. 394

- La abreviatura «Gölz» se emplea para indicar a Peter Gölz como autoridad en la descripción y clasificación científica de los vegetales.[2]